# Marcus Rashford
Marcus Rashford MBE, född 31 oktober 1997 i Manchester, är en engelsk fotbollsspelare (anfallare) som spelar för FC Barcelona.

## Klubbkarriär
Rashford, uppväxt under knappa ekonomiska förhållanden med en ensamstående mor och flera syskon, kom till Manchester Uniteds akademi som sjuåring. Han debuterade för Manchester Uniteds A-lag den 25 februari 2016 i en 5–1-vinst över danska Midtjylland i Europa League. Debuten kom tack vare en skada på Anthony Martial under uppvärmningen, vilket slutade med att Rashford kom in och gjorde två mål. Den 28 februari 2016 debuterade han i Premier League mot Arsenal. Matchen slutade med en 3–2-vinst för United och Rashford gjorde återigen två mål.
I Januari 2025 lämnade Rashford Manchester United för Aston Villa.

## Landslagskarriär
I sin landslagsdebut den 27 maj 2016 blev han Englands yngste spelare någonsin att göra mål i sin debut. 
I Europamästerskapet i fotboll 2016 blev Rashford den yngste spelaren i tuneringen.